# Coolhunting
Coolhunting es un término en el mundo del marketing y la publicidad, que se puede traducir como ‘caza de tendencias’. El trabajo se refiere a hacer predicciones sobre cambios o surgimientos referentes a la cultura del consumismo y la moda. Esta información ha tenido un gran impacto para ayudar a empresas a estar preparados para aprovechar tendencias sociales. Quienes se dedican a esto se denominan «cazatendencias», «cazadores de tendencias», «rastreadores» o, en inglés, coolhunters.
Los coolhunters son personas con formación en distintas disciplinas (diseño, imagen, sociología, psicología, marketing, Historia, etc.) que detectan las tendencias emergentes en todo el mundo y las analizan para adaptar el diseño futuro.

## cazadores de tendencias

### Actividad
La actividad de un cazatendencias es básicamente, la recolección de información sobre temas de moda o tendencias. Principalmente en la vía pública e internet. La misma se desarrolla con una mirada muy neutral sobre la sociedad o sobre el lugar de trabajo. Un cazatendencias debe aceptar, comprender y analizar diferentes tipos de estereotipos. También debe estar actualizado en todos los ámbitos y obtener información a través de distintos medios, y concretamente a través de internet.
Generalmente se obtiene la imagen de un cazatendencias como una persona gastada. Usualmente en la calle acompañado de una cámara y una libreta, la cual no se aleja mucho de la realidad.
En la actividad de la confección de un trabajo a presentación es necesario presentar todos los detalles y no generalizar demasiado, así como no generar mucha información de relleno.

### Tipos
La misma en algunos casos es desarrollada por cazatendencias como profesionales. Ya sea para firmas o agencias de coolhunting, publicidad, marketing o grandes empresas.
En otros casos suele ser un pasatiempo o trabajo parcial, donde se citan a los mismos por determinados trabajos o se los premia por obtener u entregar informes de relevancia. Generalmente pagos con retribuciones en productos o regalos.
Más allá de profesionales dedicados a la identificación de tendencias, también se denomina coolhunters' (trendsetters o influenciadores), al colectivo de consumidores cuyas opiniones influyen en la toma de decisión de las personas que les rodean de tal forma que crean tendencias, modas y tienen el poder de impulsar el desarrollo de una marca.
Internet y los medios digitales han revolucionado el coolhunting dando lugar a nuevas técnicas de investigación y caza de tendencias, estas nuevas técnicas se engloban bajo la metodología denominada coolhunting digital o coolhunting 2.0.